# Lică Nunweiller
Lică Nunweiller (Piatra Neamț, 12 de diciembre de 1938 - Bucarest, 8 de noviembre de 2013) fue un jugador de fútbol profesional rumano que jugaba en la posición de centrocampista.

## Biografía
Nunweiller creció en una familia de seis hermanos, el mayor de todos ellos, Constantin fue jugador de waterpolo y los demás eran: Dumitru, Ion, Victor, Radu y Eduard, todos futbolistas y todos jugadores, en al menos una ocasión, del Dinamo Bucureşti, y es por ello que el club debe el sobrenombre de "perros rojos".
Lică Nunweiller debutó como futbolista profesional en 1957 con el FC Dinamo de Bucarest. Jugó durante diez años en el club en los que marcó cinco goles en 140 partidos jugados. Además ganó la Liga I en 1962, 1963, 1964 y 1965; y la Copa de Rumania en 1959 y 1964. Ya en 1967 Nunweiller fichó por el FCM Bacău, con quien ganó la Liga II y ayudó al equipo a ascender de categoría. En 1969 fue traspasado al Beşiktaş JK. Finalmente en 1970 volvió al FC Dinamo de Bucarest para retirarse al final de dicha temporada a los 32 años de edad.
Lică Nunweiller falleció el 8 de noviembre de 2013 en Bucarest a los 74 años de edad.

## Selección nacional
Lică Nunweiller jugó un total de cinco partidos para la selección de fútbol de Rumania haciendo su debut contra Turquía el 8 de octubre de 1961.

## Clubes
| Club                  | País    | Año         | Partidos | Goles |
| --------------------- | ------- | ----------- | -------- | ----- |
| FC Dinamo de Bucarest | Rumania | 1957 - 1967 | 140      | 5     |
| FCM Bacău             | Rumania | 1967 - 1969 | 55       | 0     |
| Beşiktaş JK           | Turquía | 1969        | 1        | 0     |
| FC Dinamo de Bucarest | Rumania | 1970        | 11       | 0     |

## Palmarés
FC Dinamo de Bucarest
- Liga I (4): 1962, 1963, 1964 y 1965
- Copa de Rumania (2): 1959 y 1964

FCM Bacău
- Liga II: 1967